# Bolitophilidae
Bolitophilidae (лат.) — семейство двукрылых насекомых из подотряда длинноусых. Насчитывает 65 ныне живущих видов в составе единственного рода Bolitophila.

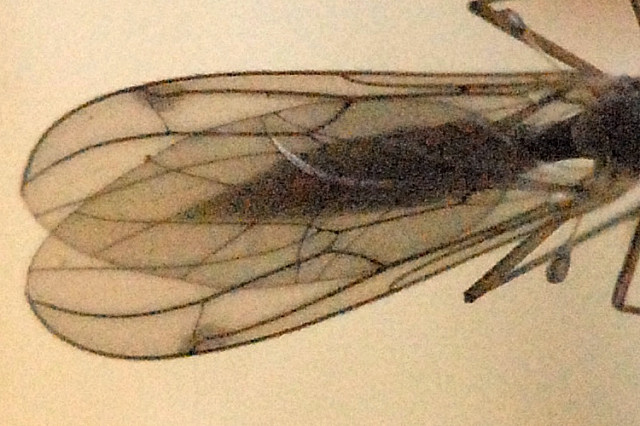
Крыло Bolitophila cinerea

## Описание
Передняя (r—m) и задняя (bm—cu) поперечные жилки удалены друг от друга, поэтому задняя основная ячейка значительно короче передней. Имеются три ветви ряда жилок: R1, R2+3 и R4+5, причём R2+3 короткая и оканчивается вблизи вершины R1. Жилка Sc полная и впадает в костальную жилку. Переднегрудь без длинных щетинок.

## Палеонтология
Древнейшие представители семейства, относящиеся к вымершему подсемейству Mangasinae, обнаружены в раннемеловых отложениях России и Монголии. 

## Систематика
В составе семейства:
- Bolitophila
- †Mangas